# Daniel Kartheininger
Daniel Kartheininger (1992. december 21. –) német motorversenyző, jelenleg a MotoGP 125 köbcentiméteres géposztályának tagja.
A sorozatban 2009-ben mutatkozhatott be, szabadkártyásként. Egy versenyen, a Német Nagydíjon indult, ezen pontot is szerzett, a tizenötödik lett. A 2010-es szezonban is elindult a német versenyen, és ismét pontot szerzett, ezúttal tizedik lett.

## Külső hivatkozások
- Profilja a MotoGP hivatalos weboldalán[halott link]